# جيفري جونسون
جيفري جونسون (بالإنجليزية: Jeff Johnson)‏ (26 نوفمبر 1953 كارديف المملكة المتحدة - ) هو لاعب كرة قدم بريطاني يلعب كلاعب وسط.